# Dominique Bosshart
Dominique Bosshart (Morges, 7 de octubre de 1977) es una deportista canadiense que compitió en taekwondo. 
Participó en los Juegos Olímpicos de Sídney 2000, obteniendo una medalla de bronce en la categoría de +67 kg. En los Juegos Panamericanos consiguió dos medallas en los años 1995 y 1999.
Ganó una medalla en el Campeonato Mundial de Taekwondo de 1999, y seis medallas en el Campeonato Panamericano de Taekwondo entre los años 1996 y 2006.

## Palmarés internacional
| Juegos Olímpicos        | Juegos Olímpicos                | Juegos Olímpicos  | Juegos Olímpicos |
| Año                     | Lugar                           | Medalla           | Categoría        |
| ----------------------- | ------------------------------- | ----------------- | ---------------- |
| 2000                    | Sídney (Australia)              | Medalla de bronce | +67 kg           |
| Campeonato Mundial      |                                 |                   |                  |
| Año                     | Lugar                           | Medalla           | Categoría        |
| 1999                    | Edmonton (Canadá)               | Medalla de plata  | +72 kg           |
| Juegos Panamericanos    |                                 |                   |                  |
| Año                     | Lugar                           | Medalla           | Categoría        |
| 1995                    | Mar del Plata (Argentina)       | Medalla de bronce | +70 kg           |
| 1999                    | Winnipeg (Canadá)               | Medalla de bronce | +67 kg           |
| Campeonato Panamericano |                                 |                   |                  |
| Año                     | Lugar                           | Medalla           | Categoría        |
| 1996                    | La Habana (Cuba)                | Medalla de bronce | +70 kg           |
| 1998                    | Lima (Perú)                     | Medalla de bronce | +70 kg           |
| 2000                    | Oranjestad (Aruba)              | Medalla de oro    | +72 kg           |
| 2002                    | Quito (Ecuador)                 | Medalla de bronce | +72 kg           |
| 2004                    | Santo Domingo (Rep. Dominicana) | Medalla de bronce | +72 kg           |
| 2006                    | Buenos Aires (Argentina)        | Medalla de oro    | +72 kg           |